# Saint Helier
Saint Helier er den største by på Jersey, en britisk kronbesiddelse i øgruppen Kanaløerne i den engelske kanal. Byen har 33.522(2011) indbyggere.
Saint Helier er hovedstad på øen, medens administrationen er henlagt til den mindre by St Saviour.